# Спенсер (залив)
Спенсер (англ. Spencer Gulf) — залив в южной части Австралии, омывающий берег штата Южная Австралия и объединённый с водами Большого Австралийского залива. Длина залива Спенсер составляет 322 км, а ширина при входе в залив — 129 км. В западной части залив омывает полуостров Эйр, а в восточной — полуостров Йорк, который отделяет его от небольшого залива Св. Винсента. На берегу залива Спенсер расположены такие города, как Уайалла, Порт-Пири и Порт-Огаста.

## История
Залив получил своё название в 1802 году и назван так путешественником Мэтью Флиндерсом в честь Джорджа Джона Спенсера, предка Дианы, принцессы Уэльской. Другое историческое название залива — залив Бонапарта.
Залив Спенсер был впервые исследован Эдвардом Джоном Эйром в 1839 и 1840—1841 годах. Первые европейские поселения стали появляться на берегах, омываемых заливом, в конце 1840-х годов.

## Фауна
Каждую зиму (южного полушария) в заливе Спенсер, недалеко от города Уайалла, собираются гигантские австралийские каракатицы для своих брачных игр. В настоящее время это зрелище сделало залив достопримечательностью для любителей подводного плавания.
Полюбились эти головоногие создания и живущим в заливе бутылконосым дельфинам, которые научились выжимать из каракатиц их «чернила» и вынимать «косточку» перед употреблением их в пищу.
Залив также известен ценной рыбой — розовым пагром (Pagrus auratus).

## Народнохозяйственное использование
На заливе функционирует ряд портов. Действует паромное сообщение между г. Уоллару на полуострове Йорк (восточный берег залива) и пристанью Лаки-Бей у посёлка Кауэлл на полуострове Эйр (западный берег).
Горнодобывающая компания BHP Billiton, которая планирует дальнейшее расширение своих урановых рудников (карьеров) Олимпик-Дэм, в нескольких сотнях километрах к северу от залива, планирует построить крупномасштабные водозаборные сооружения и завод для опреснения воды у северной оконечности залива (город Уайалла), и магистральный водопровод оттуда к своему карьеру. По проекту, завод будет ежедневно забирать 360 тысяч м³ воды из залива, производя 180 тысяч м³ пресной воды (120 тысяч м³ воды для нужд горнодобывающей компании, плюс ещё 60 тысяч м³ воды для населения полуострова Эйр), и сбрасывая 180 тысяч м³ рассола, остающегося после опреснения воды, обратно в залив. Эти планы (равно как и планы для строительства подобных же сооружений на заливе Сент-Винсент, для обеспечения водой Аделаиды) вызывают тревогу местных экологических организаций за судьбу подводных обитателей. Они озабочены, не засосут ли водозаборники множество планктона (включая личинок рыб и т. п.), и не повредит ли повышающаяся солёность остающейся в заливе воды её жителям, включая его знаменитых гигантских каракатиц.
Планы строительства в том же районе нового грузового порта для нужд той же BHP Billiton, также вызывают опасения за судьбу размножающихся там каракатиц.

## Вмифологии коренных народов
В одной истории народа племени наррангга рассказывается про возникновение залива Спенсер. Согласно ей, когда-то давно эти земли были заболочены и на них жило множество различных животных, птиц и рептилий. Каждое «племя» жило в своей лагуне, но между ними не было каких-либо границ и жили они в гармонии с другими существами.
Однако, кто-то высказал идею о том, что все семейства должны жить отдельно и не иметь каких-либо связей с представителями других царств. То есть, птицы должны жить с птицами, рептилии с рептилиями и тд. Эту идею первыми поддержало эгоистичное семейство птиц и запретило всем остальным навещать их лагуну. Из-за гордости пернатых началась великая война, которая втянула в себя многих жителей этих болот.
Чтобы прекратить войну, кенгуру, трясогузка Вилли и эму решили впустить в лагуны океан. Страус нашёл волшебную бедренную кость огромного кенгуру. Она могла разверзать землю. Кенгуру, который и предложил использовать эту кость, пошёл по направлению к Порт-Огаста и постукивал ею весь свой путь. В итоге, вода покатилась по каналу, затопила болота и образовала залив.